# Verfassungspartei (Polen)
Die Verfassungspartei war eine politische Partei im Polen-Litauen des 18. Jahrhunderts. Sie gilt als erste formalisierte Partei Polens.

## Geschichte
Nachdem der Große Sejm die Verfassung vom 3. Mai 1791 verabschiedet hatte, bildete sich am 10. Mai 1791 die Verfassungspartei, die zugleich eine neue Fraktion im Großen Sejm bildete. Ihr Ziel war die Bewahrung der neuen Verfassung, die zahlreichen Angriffen ihrer Gegner aus der Hetmanen-Partei ausgesetzt war. Die Verfassungspartei konnte zahlreiche Gesetzesakte durchbringen, die die Regelungen der Verfassung konkretisierten und deren Reformen voranbrachten. Der Partei gehörten 213 Mitglieder an, darunter 125 Abgeordnete und 14 Senatoren des Großen Sejm. Hugo Kołłątaj galt zunächst als ihr Wortführer. Mindestens 50 Mitglieder waren Freimaurer, daher trafen sich die Parteimitglieder ab dem 21. Mai 1791 zu Sitzungen in der Loge Großorient von Polen im Radziwiłł-Palast in Warschau. Ein letztes Parteitreffen fand am 14. Dezember 1791 dort statt. Die Partei zerbrach 1792 während des Russisch-Polnischer Krieges zur Verteidigung der Verfassung.